# Огненный ангел (роман)
«Огненный ангел» — первый роман Валерия Брюсова, опубликованный в 1907 году в журнале «Весы». В основу легла фантастически преображённая и расцвеченная история взаимоотношений Брюсова с Ниной Петровской и Андреем Белым. Роман послужил сюжетной основой для одноимённой оперы Сергея Прокофьева (1919—1927).

## Фабула
Действие происходит в Порейнье XVI века, во время перехода европейской цивилизации от Средневековья к Возрождению.
Возвращаясь из колонии Кляйн-Венедиг в Кёльн, ландскнехт Рупрехт встречает красавицу Ренату, одержимую злым духом. Когда-то она жила в замке белокурого графа Генриха фон Оттергейма, которого принимала за воплощение «огненного ангела», явившегося ей в детстве. Теперь она повсюду ищет покинувшего её Генриха, но бесплодно.
Рената втягивает влюблённого в неё Рупрехта сначала в поиски Генриха, а потом в изучение трактатов по демонологии и философские диспуты. Он знакомится с доктором Фаустом, Мефистофелем, оккультистом Агриппой Неттесгеймским. Рассказано о вызове дьявола и о ночном полёте на шабаш. В конце концов бесноватая Рената сначала толкает Рупрехта на убийство графа Генриха, а накануне спровоцированной Рупрехтом дуэли требует, чтобы он сохранил жизнь графу. Во время поединка Рупрехт получает ранение и на протяжении своего выздоровления сближается с Ренатой, которая признаётся ему в любви. После некоторого времени счастливой любви к Ренате вновь является огненный ангел, который указывает на её порочный образ жизни и велит встать на путь праведный, после чего Рената покидает Рупрехта.
Проходит время. Рупрехт в составе свиты трирского архиепископа прибывает в монастырь св. Ульфа, где завелась какая-то ересь. Источник смуты — монахиня по имени Мария, то ли одержимая бесом, то ли святая. Под нажимом инквизиторов несчастная признаётся в сожительстве с дьяволом и других страшных грехах. Узнав в монахине свою Ренату, Рупрехт пробирается в подземелье и предлагает ей бежать. Отвергнув это предложение, Рената умирает на руках у рыцаря в уверенности, что «огненный ангел» отпустил ей грехи.

## История создания и публикация
Роман был закончен в 1908 году на даче при погосте Теремец Серпуховского уезда Московской губернии.
Первое издание «Огненного ангела» было оформлено как литературная мистификация. В предисловии, содержащем разбор исторического контекста, Брюсов представлялся редактором и переводчиком с немецкого языка подлинной рукописи XVI века. Текст мнимого исторического документа был снабжён многочисленными примечаниями.
В 1908 году издательство «Скорпион» напечатало «Огненный ангел» в двух томах уже под именем самого Брюсова. В 1910 году роман был переведён на немецкий язык, в 1913 — на чешский, в 1922 — на испанский, в 1929 — на болгарский и в 1930 — на английский.
Андрей Белый, послуживший прототипом графа Генриха, в печатном отзыве приветствовал эрудицию автора и его «стремление воссоздать быт старого Кёльна», окрасив его «золотым сияньем романтизма». Впоследствии он иронизировал над идеей создания романа с ключом на современном материале:
Опрокидывая старый Кёльн в быт Москвы, Брюсов порою и сам утеривал грани меж жизнью и вымыслом; так, москвичи начинали в его представлениях жить современниками неттесгеймского мага, Эразма и доктора Фауста; местность меж Кёльном и Базелем — между Арбатом и Знаменкой.

## Жанровые особенности
«Огненный ангел» — первый из нескольких исторических романов Брюсова. В литературоведении отмечается сложность жанровой природы книги. Одни авторы пишут, что это роман «почти реалистический», другие рассматривают его в русле символистской прозы, третьи обращают внимание на продолжение традиций таких готических романов, как «Эликсиры сатаны».
В книге преломились модные у декадентов мотивы демонизма и «чертовства». При работе над романом автор «с исступленною страстью изучал средневековые суеверия», которые в сущности «были глубоко чужды рассудочной натуре» Брюсова, говаривавшего: «За бога, допустим, процентов так сорок; и против процентов так сорок; а двадцать, решающих, — за скептицизм».